# Thomas Kastanaras
Thomas Kastanaras (in greco: Θωμάς Καστανάρας; Stoccarda, 9 gennaio 2003) è un calciatore tedesco con cittadinanza greca, attaccante dello Stoccarda II.

## Caratteristiche tecniche
È un'ala destra.

## Carriera

### Club
Cresciuto nelle giovanili dello Stoccarda, nel 2021 esordisce con la squadra riserve in Regionalliga. Il 17 settembre fa il suo debutto in Bundesliga con la prima squadra, in occasione della sconfitta interna per 3-1 contro l'Eintracht Francoforte, subentrando a Waldemar Anton al minuto 86.
Il 2 gennaio 2023 viene ceduto dallo Stoccarda in prestito fino a fine estate all'Ulma.

### Nazionale
Poiché è nato in Germania da genitori greci, Kastanaras dapprima rappresenta la Grecia con le selezioni giovanili Under-17 e Under-19 dal 2019 al 2021, collezionando 7 presenze. Nel 2022 opta invece per giocare con la rappresentativa teutonica Under-20.

## Statistiche

### Presenze e reti nei club
Statistiche aggiornate al 12 maggio 2024.
| Stagione        | Squadra         | Campionato      | Campionato | Campionato | Coppe nazionali | Coppe nazionali | Coppe nazionali | Coppe continentali | Coppe continentali | Coppe continentali | Altre coppe | Altre coppe | Altre coppe | Totale | Totale | Totale |
| Stagione        | Squadra         | Comp            | Pres       | Reti       | Comp            | Pres            | Reti            | Comp               | Pres               | Reti               | Comp        | Pres        | Reti        | Pres   | Reti   |        |
| --------------- | --------------- | --------------- | ---------- | ---------- | --------------- | --------------- | --------------- | ------------------ | ------------------ | ------------------ | ----------- | ----------- | ----------- | ------ | ------ | ------ |
| 2022-2023       | Stoccarda       | BL              | 4          | 0          | CG              | 0               | 0               |                    | -                  | -                  |             | -           | -           | 4      | 0      |        |
| gen.-giu. 2024  | Ulma            | 3L              | 16         | 3          |                 | -               | -               |                    | -                  | -                  |             | -           | -           | 16     | 3      |        |
| Totale carriera | Totale carriera | Totale carriera | 20         | 3          |                 | 0               | 0               |                    | -                  | -                  |             | -           | -           | 20     | 3      |        |

## Palmarès

### Club

#### Competizioni nazionali
- 3. Liga: 1

Ulma: 2023-2024
- Coppa di Germania: 1

Stoccarda: 2024-2025